# Hugh Falconer
Hugh Falconer (Forres (Skócia), 1808. február 29. – London, 1865. január 31.) skót botanikus és palentológus. Botanikai szakmunkákban nevének rövidítése: „Falc.”.

## Élete
Az edinburghi egyetemen orvostant tanult; 1830-ban a Brit Kelet-indiai Társaság szolgálatába lépett és 1832-től 1835-ig Kelet-Indiában a saharunpuri botanikus kert igazgatója volt. Mint paleontológus átkutatta a Himalája alsó hegysorait és nagy gyűjteményt állított össze a kövült maradványokból, melyeket rendezett és leírt. Ő honosította meg a teaültetvényeket Asszamban és a perui kinafát a himalájai vidékeken. Európába való visszatértekor (1855) megvizsgálta a nap vízlerakodásait Amiens mellett, Dél-Franciaország és Szicília üregeit és a gibraltári csontbarlangokat. A Himaláján sok ritka növényt gyűjtött, és küldött szét a herbáriumokba. Ő fedezte föl és tenyésztette az Asa foetida növényét (Aszandkóró, Aucklandia). Falconer hagyatékából Murchinson Palaeontological memoirs and notes címmel művet adott ki (London 1868, 2 kötet).

## Művei
- Fauna antiqua Sivalensis (London, 1848-49. 9 rész)
- Descriptive catalogue of the fossil Remains of the Vertebrata in the museum of Bengal (Kalkutta, 1859)

és több, a geológiai társaság Transactions-aiban megjelent emlékirat.